# Operațiunea Moonshot
Operațiunea Moonshot este un program al guvernului britanic care vizează introducerea în Anglia a testării în masă în aceeași zi pentru COVID-19, ca o modalitate de a permite desfășurarea unor adunări mari de persoane în această țară, menținând în același timp controlul asupra virusului. Potrivit British Medical Journal, programul își propune să ofere 10 milioane de teste pe zi până în 2021.
Programul a stârnit îngrijorări din cauza costurilor sale preconizate - 100 de miliarde de lire sterline, potrivit unui document guvernamental care a făcut obiectul unor scurgeri de informații, ceea ce reprezintă aproximativ trei sferturi din costul anual total al NHS England. Statisticienii au avertizat, în plus, că, având în vedere inexactitățile inerente oricărui test, testarea în masă la această scară este susceptibilă să provoace sute de mii de rezultate fals pozitive pe zi, ceea ce ar avea ca rezultat faptul că un număr foarte mare de persoane vor fi anunțate că sunt infectate când nu sunt.
La 22 octombrie 2020, s-a raportat că proiectul a fost "subsumat" în cadrul programului NHS Test and Trace, condus de Dido Harding. Începând cu aprilie 2021, Regatul Unit continuă să pună un accent deosebit de mare pe depistarea în masă cu ajutorul testelor cu flux lateral, disponibile sub formă de kituri pentru acasă.

## Descriere
Testul propus pentru acest program se baza pe dezvoltarea unei noi tehnologii pentru ca probele de salivă sau de tampoane să ofere o citire pozitivă sau negativă în câteva minute, în loc să fie nevoie de o analiză la un laborator, un proces care poate dura câteva zile. În acest fel, este descris de mass-media, inclusiv de Sheffield Telegraph, ca fiind similar cu un test de sarcină. Prin punerea la dispoziție a unui test de acest tip, se preconizează că se va elimina necesitatea ca oamenii să se deplaseze la un centru de testare, lucru care poate necesita un drum lung. La momentul lansării, singura tehnologie dovedită la nivel mondial pentru testarea COVID-19 la momentul respectiv se baza pe PCR.

## Structura
Operațiunea s-a încadrat în răspunsul Departamentului de Sănătate și Asistență Socială din Regatul Unit (DHSC) la COVID-19. Inițial, a fost un program guvernamental separat, dar, în cele din urmă, a fost subsumată în cadrul programului național NHS T&T. În cadrul operațiunii, au fost înființate mai multe echipe semi-independente, în ritm alert, pentru a dezvolta și evalua tehnologiile COVID-19 care, la momentul respectiv, erau în esență experimentale și nedovedite.
Misiunea fiecărei echipe a fost de a stabili și dezvolta o singură formă de testare a COVID-19. Fiecare echipă a fost condusă de un profesor universitar și s-a concentrat pe dezvoltarea unei singure tehnologii: LAMP direct, LAMPore, spectometrie de masă, RNA LAMP, PCR la locul de îngrijire, teste de flux lateral cu cititoare automate și teste de flux lateral sau teste rapide care nu se bazează pe mașini.
Planurile de triaj și de evaluare pentru tehnologia bazată pe mașini au fost conduse de TVG (Grupul de validare tehnică) al guvernului britanic, iar tehnologia nemijlocită de către grupul de supraveghere COVID-19, cu contribuții din partea Public Health England, National Health Service, consilieri academici/științifici și DHSC.
Dezvoltarea LAMP a fost condusă de profesorul Keith Godfrey de la Universitatea din Southampton. 
Oxford Nanopore a dezvoltat o tehnologie numită LAMPore. Aceștia au fost contractați pentru a furniza milioane de teste bazate pe o nouă metodă de testare numită Transcriptase Loop Amplification (LAMP), care este în curs de dezvoltare; se speră că aceste teste vor putea furniza un rezultat în mai puțin de o oră. De asemenea, guvernul a plătit 323 de milioane de lire sterline pentru 90 de milioane de kituri de testare a salivei în 20 de minute, substanțe chimice și 600 de aparate "Genie HT" fabricate de OptiGene, o companie cu sediul în Horsham, Sussex.

## Istoric
Proiectul a fost anunțat în cadrul unei ședințe de informare pe Downing Street de către Boris Johnson, prim-ministrul britanic, la 9 septembrie 2020. Johnson a sugerat că testarea în masă ar fi o modalitate de a permite redeschiderea din nou a locurilor de sport și de divertisment, după ce au fost închise la începutul pandemiei, și pentru posibilitatea ca oamenii să se adune pentru petrecerile de Crăciun. Până în acel moment, oamenii de știință au folosit testele pentru a identifica persoanele care dădeau un rezultat pozitiv pentru virus, dar Johnson a prezentat ceea ce a descris ca fiind "abordarea "Moonshot"", un test care ar arăta persoanele care sunt negative și care nu prezintă un risc potențial pentru ceilalți, oferindu-le astfel un "permis de libertate" pentru a participa la evenimente și a se aduna cu ceilalți "într-un mod pre-Covidă". A fost anunțată o schemă pilot pentru evenimente în interior și în aer liber în Salford, Greater Manchester, care va începe în luna octombrie, urmând ca ulterior să fie lansată la nivel național. Cu toate acestea, la momentul respectiv nu era clar ce tip de teste ar putea fi folosite pentru testarea în masă, deși era clar că ar putea implica fie detectarea antigenului viral folosind fluxul lateral, fie Amplificarea izotermală mediată de bucla de transcripție inversă. La 18 august, la solicitarea miniștrilor din cadrul Departamentului de Sănătate și Asistență Socială din Regatul Unit, Public Health England Porton Down și Universitatea din Oxford au fost solicitate să dezvolte infrastructura de cercetare clinică și de evaluare necesară pentru a identifica cele mai promițătoare dispozitive de flux lateral cu cele mai bune caracteristici de performanță.
Cu aproximativ o săptămână înainte de anunțul lui Johnson, Matt Hancock, secretarul de stat pentru sănătate, a anunțat că guvernul va oferi o finanțare în valoare de 500 de milioane de lire sterline pentru dezvoltarea unui test de salivă care să producă un rezultat în 20 de minute. Astfel de teste ar urma să fie utilizate la locurile de muncă și în locurile de agrement pentru a-i testa în mod regulat pe cei care intră în incintă. Programul are ca obiectiv furnizarea a 10 milioane de teste pe zi până în 2021, ceea ce îi conferă capacitatea de a testa întreaga populație a Regatului Unit în fiecare săptămână, cu ajutorul cabinetelor medicilor de familie și al farmaciilor pentru a facilita mult mai mult accesul publicului la testare.
Mai multe firme din sectorul privat s-au înscris în program, printre care GSK pentru furnizarea de teste, AstraZeneca pentru capacitatea de laborator, iar Serco și G4S pentru depozitare și logistică. Unul dintre consilierii guvernamentali în materie de testare rapidă este epidemiologul Michael Mina de la Harvard, care a sugerat un "moonshot" similar în Statele Unite.
Până la 13 octombrie 2020, programul pilot din Salford - prevăzut inițial să implice testarea regulată a tuturor celor 254.000 de locuitori - a fost redus semnificativ, surse guvernamentale afirmând că acesta va fi acum "concentrat pe medii și grupuri cu risc ridicat", cu teste oferite rezidenților "în unele zone de locuințe cu densitate ridicată". La 19 octombrie 2020, guvernul a anunțat începerea unui proiect-pilot de teste LAMP și de testare a fluxului lateral pentru personalul asimptomatic din spitalele din Manchester, Southampton și Basingstoke, urmând ca "școlile, universitățile și centrele de îngrijire din regiunile cele mai afectate" să urmeze la o dată ulterioară.
La 22 octombrie 2020, s-a raportat că Operațiunea Moonshot a fost și "subsumată" în cadrul programului NHS Test and Trace (NHSTT), condus de Dido Harding. O scrisoare juridică a avocaților guvernamentali care a răspuns la o ofertă a Proiectului Good Law de a examina sumele de bani guvernamentali plătite contractorilor privați a spus: "Propunerea la care se face referire în Project Moonshot Briefing Pack a fost elaborată în paralel cu programul NHS Test and Trace existent al Departamentului de Sănătate și Asistență Socială (DHSC). Bugetul "de bază" aprobat al NHSTT a fost de aproximativ 12,1 miliarde de lire sterline. Substanța propunerii la care se face referire în Project Moonshot Briefing Pack a fost de atunci inclusă în NHSTT, reflectând cerințele politice în mișcare rapidă și în continuă evoluție din domeniul testării. Aceasta a ajuns să fie menționată ca parte a programului de "testare în masă" al NHSTT." Planurile de testare în masă anunțate prevăd testarea săptămânală a până la 10% din populația Angliei, folosind milioane de kituri de salivă de 30 de minute fabricate de compania Innova, "pentru a ajuta la controlul focarelor localizate". Directorii locali de sănătate publică ar fi "eligibili pentru a primi săptămânal numărul de teste echivalent cu 10% din populația lor".
La 5 noiembrie 2020' The Guardian a relatat că testele rapide de salivă "Direct RT-Lamp" realizate de OptiGene și utilizate în cadrul testului pilot din Salford și Manchester au identificat doar 46,7% dintre infecții, ceea ce înseamnă că, în condiții reale, mai mult de jumătate dintre cei infectați ar fi fost anunțați în mod greșit că nu au fost infectați cu virusul. Un om de știință de la DHSC a fost citat spunând: "Este incorect să se afirme că testele au o sensibilitate scăzută, un studiu pilot recent arătând o sensibilitate tehnică generală de aproape 80%, care crește la peste 96% la persoanele cu o încărcătură virală mai mare, ceea ce face ca acestea să fie importante pentru detectarea persoanelor aflate în stadiul de infecție. Provocarea acum este de a înțelege motivele pentru diferența de sensibilitate pretinsă într-o evaluare față de cele din mai multe altele.

## Recepție
Anunțul a atras rapid atenția oamenilor de știință și a experților din domeniul sănătății, care și-au exprimat îndoiala că testarea a mai multe milioane de persoane zilnic, cu un timp de răspuns rapid, este realizabilă cu capacitatea laboratoarelor, așa cum era la momentul respectiv. Sir Patrick Vallance, consilierul științific principal al guvernului, a declarat că ar fi "complet greșit să presupunem că acest lucru este un lucru sigur care se poate realiza cu siguranță", în timp ce Dr. Jenny Harries, adjunctul directorului medical al Angliei, a declarat că succesul programului va depinde de modul în care va fi gestionat.
Politicienii din opoziție, inclusiv Jonathan Ashworth, secretarul de stat din umbră pentru sănătate, au pus la îndoială fezabilitatea programului în condițiile în care sistemul se luptă deja să facă față volumului de teste care i se cere. Ca răspuns la aceste îngrijorări, Grant Shapps, secretar de stat pentru transporturi, a declarat că tehnologia necesară pentru implementarea sistemului nu există încă.

### Preocupări legate de privatizarea programului și de costuri
La 10 septembrie 2020, British Medical Journal a citat un document scurs care prevedea că procesul va costa 100 de miliarde de lire sterline - relativ aproape de costul anual total de 130 de miliarde de lire sterline al NHS England. Faptul că planurile păreau să implice ca o proporție substanțială din această sumă să fie plătită unor întreprinderi private a atras comentarii. Devi Sridhar (Universitatea din Edinburgh) a declarat: "Există argumente pentru a da miliardele suplimentare NHS și pentru a-i cere acestuia să livreze rezultate. Am îngrijorări în legătură cu procesul de licitație pentru aceste contracte. Procesul de achiziție nu este clar și permite ca o mulțime de oameni să se îmbogățească de pe urma acestei crize". Anthony Costello, fost director la Organizația Mondială a Sănătății, a vorbit pe Twitter despre "risipă/corupție la scară cosmică". Martin McKee, profesor de sănătate publică europeană la Școala de Igienă și Medicină Tropicală din Londra, s-a întrebat ce control parlamentar va exista asupra cheltuielilor.
Academicieni de la universitățile din Glasgow, St. Andrews și Newcastle, scriind în Journal of the Royal Society of Medicine, au declarat că decizia de a separa departamentele locale de sănătate publică și cabinetele de medicină generală de sistemul de testare din sectorul privat a dus la "întârzierea controlului epidemiilor", adăugând: "În ciuda eșecurilor acestui sistem de testare și depistare al NHS, în mare parte privat și foarte centralizat, s-a raportat că guvernul intenționează să extindă testarea pentru a oferi teste săptămânale pentru întreaga populație. Deloitte și o serie de companii comerciale au fost contractate pentru a le furniza în cadrul Operațiunii Moonshot, un plan de creștere a numărului de teste la 10 milioane pe zi, la un cost de 100 de miliarde de lire sterline - 70% din bugetul anual al NHS pentru Anglia. ... Solicităm guvernului de la Westminster să pună capăt privatizării testelor și să restabilească și să investească în serviciile de îngrijire primară NHS, în sănătatea publică și în serviciile de laborator NHS, precum și să redirecționeze resursele de la actualele programe private de testare înapoi în sectorul local de îngrijire primară, în laboratoarele locale NHS și în sectorul local de sănătate publică." The Good Law Project a inițiat o acțiune în justiție împotriva guvernului, susținând că programul este ilegal deoarece "implică contracte private potențial uriașe, care este posibil să nu fi fost scoase la licitație și încalcă propriile reguli guvernamentale privind raportul calitate-preț.
Grupul consultativ științific pentru situații de urgență (SAGE) al guvernului a declarat, într-o declarație de consens din 31 august 2020, că este important "să se asigure că orice program de testare în masă oferă beneficii suplimentare față de investirea unor resurse echivalente în (i) îmbunătățirea vitezei și a acoperirii NHS Test and Trace pentru cazurile simptomatice [...] și (ii) rata de autoizolare și carantină pentru cei care au rezultate pozitive (estimată în prezent la <20% de aderență deplină)"; acesta a adăugat că "testarea în masă poate duce la scăderea transmiterii numai dacă persoanele cu un test pozitiv se angajează rapid într-o izolare eficientă". Martin McKee a declarat că programul "se concentrează doar pe o singură parte a problemei, testarea, și nu spune nimic despre ce se va întâmpla cu cei depistați pozitiv, o preocupare deosebită având în vedere proporția scăzută a celor care aderă la sfatul de a se izola - în parte din cauza lipsei de sprijin care li se oferă". Guvernul a declarat, ca răspuns la întrebări, că până în prezent au fost angajate 500 de milioane de lire sterline și că nu se cunosc încă costurile finale.

### Pericolul falselor rezultate pozitive în cazul testelor în masă
O altă problemă ridicată de statisticieni precum David Spiegelhalter (Universitatea din Cambridge) este aceea că se știe că testele în masă generează rezultate fals pozitive. Profesorul Jon Deeks (Universitatea din Birmingham, Cochrane) a declarat că, chiar dacă un test ar atinge o specificitate foarte bună de 99%, ceea ce înseamnă că doar 1% dintre persoanele sănătoase ar fi identificate în mod greșit ca fiind infectate, testarea întregii populații din Marea Britanie ar duce la faptul că peste o jumătate de milion de persoane ar fi anunțate că trebuie să se autoizoleze, împreună cu contactele lor. Conform estimărilor lui Deeks, numărul persoanelor fals pozitive ar putea ajunge să depășească numărul persoanelor cu adevărat infectate într-un raport de 1.000 la 1. O lucrare publicată de SAGE a sugerat că programul ar putea duce la 41% din populația britanică care ar trebui să se autoizoleze inutil în termen de șase luni din cauza rezultatelor fals pozitive, și a avertizat asupra unor posibile închideri de școli și a pierderii salariilor lucrătorilor din cauza rezultatelor incorecte ale testelor. La 11 septembrie 2020, aceste îngrijorări au fost reluate de Royal Statistical Society, care a avertizat într-o scrisoare adresată cotidianului The Times că planul "nu pare să țină cont de aspecte statistice fundamentale" și riscă "să provoace prejudicii personale și economice pentru zeci de mii de persoane".

### Pericolul falselor negative în cazul testelor la domiciliu
Angela Raffle și Mike Gill, scriind în British Medical Journal în aprilie 2021, au numit abordarea de screening în masă din Marea Britanie "o politică greșită, care este puțin probabil să reducă transmiterea", argumentând că oamenii ar putea fi "tentați" să folosească kituri de casă în loc să meargă pentru testul PCR mai sensibil, lăsându-i "fals liniștiți".

### Expertiza
Academicienii care au văzut documentele scurse și-au exprimat îngrijorarea cu privire la aparenta lipsă de contribuții "din partea oamenilor de știință, a clinicienilor și a experților în sănătate publică și în testare și screening". La 11 septembrie 2020, The Guardian a relatat că Comitetul Național de Screening, care în mod normal consiliază guvernul și NHS cu privire la "toate aspectele legate de screeningul populației", nu a fost consultat cu privire la aceste planuri. Allyson Pollock (Universitatea din Newcastle) a declarat că a găsit acest lucru de neînțeles, deoarece erau disponibili mulți experți britanici. Jon Deeks a adăugat: "Există un motiv masiv de îngrijorare că nu există expertiză în materie de screening evidentă în documente. Acestea sunt scrise de consultanți în management".